# Mount Leisler
Mount Leisler är ett berg i Australien. Det ligger i regionen MacDonnell och territoriet Northern Territory, omkring 1 200 kilometer söder om territoriets huvudstad Darwin. Toppen på Mount Leisler är 897 meter över havet.
Mount Leisler är den högsta punkten i trakten. Trakten runt Mount Leisler är nära nog obefolkad, med mindre än två invånare per kvadratkilometer.. Närmaste större samhälle är Kintore, nära Mount Leisler.